# Michael Harrington (voetballer)
Michael Harrington (Greenville, 24 januari 1986) is een Amerikaans oud-voetballer die bij voorkeur als verdediger speelt. Hij speelde voor het laatst voor North Carolina.

## Clubcarrière
Harrington werd als derde gekozen in de MLS SuperDraft 2007 door de Kansas City Wizards, later tot 'Sporting Kansas City' vernoemd. Harrington had in zijn eerste seizoen bij de club al direct een plek in het basiselftal met negenentwintig competitiewedstrijden, waarin hij drie doelpunten maakte en vier assists gaf. Harrington had tot 2012 een vast aandeel in de ploeg. In 2012 speelde hij echter slechts twaalf competitiewedstrijden, waarvan negen in de basis. Op 3 december 2012 tekende Harrington bij Portland Timbers. Ook bij Portland werd Harrington een belangrijke speler. In zijn eerste seizoen speelde hij in drieëndertig competitiewedstrijden, waarvan allen in de basis.
Op 8 december 2014 tekende hij bij Colorado Rapids.
Op 18 januari 2016 tekende Harrington voor Chicago Fire.
Op 10 januari 2018 tekende Harrington bij North Carolina.
Op 24 januari 2019 kondigde hij aan te stoppen met professioneel voetbal.